# Barringtonia
Barringtonia is een geslacht uit de familie Lecythidaceae. De soorten komen voor in Oost-Afrika, zuidelijk Azië, Australië en op verschillende eilanden in de Grote Oceaan en de Indische Oceaan.

## Soorten
- Barringtonia acutangula (L.) Gaertn.
- Barringtonia apiculata Lauterb.
- Barringtonia ashtonii Payens
- Barringtonia asiatica (L.) Kurz
- Barringtonia augusta Kurz
- Barringtonia badia Prance
- Barringtonia belagaensis Chantar.
- Barringtonia calyptrata (Miers) R.Br. ex Benth.
- Barringtonia calyptrocalyx K.Schum.
- Barringtonia chaniana (Whitmore) Prance
- Barringtonia conoidea Griff.
- Barringtonia corneri Kiew & K.M.Wong
- Barringtonia curranii Merr.
- Barringtonia edulis Seem.
- Barringtonia filirachis Payens
- Barringtonia fusiformis King
- Barringtonia gigantostachya Koord. & Valeton
- Barringtonia glomerata Prance
- Barringtonia hallieri R.Knuth
- Barringtonia havilandii Ridl.
- Barringtonia integrifolia (Montrouz.) Schltr.
- Barringtonia jebbiana Takeuchi
- Barringtonia josephstaalensis W.N.Takeuchi
- Barringtonia khaoluangensis Chantar.
- Barringtonia lanceolata (Ridl.) Payens
- Barringtonia latiffiana (El-Sherif) Prance
- Barringtonia lauterbachii R.Knuth
- Barringtonia longifolia Schltr.
- Barringtonia longipes Gagnep.
- Barringtonia longisepala Payens
- Barringtonia lumina Jebb & Prance
- Barringtonia macrocarpa Hassk.
- Barringtonia macrostachya (Jack) Kurz
- Barringtonia maunwongyathiae Chuakul
- Barringtonia maxwelliana (Whitmore) Prance
- Barringtonia monticola Jebb & Prance
- Barringtonia neocaledonica Vieill.
- Barringtonia niedenzuana (K.Schum.) R.Knuth
- Barringtonia norshamiae Prance
- Barringtonia novae-hiberniae Lauterb.
- Barringtonia palawanensis Chantar.
- Barringtonia papeh Lauterb. -
- Barringtonia papuana Lauterb.
- Barringtonia pauciflora King
- Barringtonia payensiana Whitmore
- Barringtonia pendula (Griff.) Kurz
- Barringtonia pinnifolia Jebb & Prance
- Barringtonia procera (Miers) R.Knuth
- Barringtonia pseudoglomerata Chantar.
- Barringtonia pterita Merr.
- Barringtonia racemosa (L.) Spreng.
- Barringtonia reticulata (Blume) Miq.
- Barringtonia revoluta Merr.
- Barringtonia ridsdalei Chantar. -
- Barringtonia rimata Chantar.
- Barringtonia samoensis A.Gray
- Barringtonia sarawakensis Chantar.
- Barringtonia sarcostachys (Blume) Miq.
- Barringtonia scortechinii King
- Barringtonia seaturae H.B.Guppy
- Barringtonia serenae Jebb & Prance
- Barringtonia tagala Jebb & Prance
- Barringtonia terengganuensis Chantar.
- Barringtonia waasii Chantar.
- Barringtonia zainudiniana (El-Sherif & Latiff) Prance